# Hand in Hand (sång)
Hand in Hand (på koreanska Son-e Son Japgo, 손에 손 잡고) är en sång som skrevs och producerades av Giorgio Moroder för olympiska sommarspelen 1988. Den engelska texten skrevs av Tom Whitlock och den koreanska av Kim Moon-hwan från Korea och sjöngs av Koreana (Koreans). Albumet Hand in Hand såldes i över 12 miljoner exemplar över hela världen.

## Listor
Hand in Hand låg i topp på Billboardlistan i sex veckor. Låten låg i topp på listan i bland annat Västtyskland, Hongkong, Japan, Spanien och Sverige, totalt 17 länder.

## Listplaceringar
| Lista (1988-1989) | Topplacering |
| ----------------- | ------------ |
| Norge             | 1            |
| Schweiz           | 1            |
| Sverige           | 1            |
| Österrike         | 7            |

## Coverversioner
En svenskspråkig text med titeln Jul i vinterland skrevs av Keith Almgren och spelades in av Wizex på julsamlingsalbumet Dansmusik i juletid 1988 och som B-sida till julsingeln "Juletid" 1991.

### Fotnoter
1. ↑  ”Listplacering”. http://norwegiancharts.com/showitem.asp?interpret=Koreana&titel=Hand+In+Hand&cat=s. Läst 19 maj 2011.
2. ↑  ”Listplacering”. http://hitparade.ch/showitem.asp?interpret=Koreana&titel=Hand+In+Hand&cat=s. Läst 19 maj 2011.
3. ↑  ”Listplacering”. http://swedishcharts.com/showitem.asp?interpret=Koreana&titel=Hand+In+Hand&cat=s. Läst 19 maj 2011.
4. ↑  ”Listplacering”. http://austriancharts.at/showitem.asp?interpret=Koreana&titel=Hand+In+Hand&cat=s. Läst 19 maj 2011.
5. ↑  ”Svensk mediedatabas”. http://smdb.kb.se/catalog/id/001481752. Läst 19 maj 2011.
6. ↑  ”Svensk mediedatabas”. http://smdb.kb.se/catalog/id/001479025. Läst 19 maj 2011.